# W. G. Sebald
 (juin 2023).
Si vous disposez d'ouvrages ou d'articles de référence ou si vous connaissez des sites web de qualité traitant du thème abordé ici, merci de compléter l'article en donnant les références utiles à sa vérifiabilité et en les liant à la section « Notes et références ».
Pour les articles homonymes, voir Sebald.
Œuvres principales
- Les Émigrants : quatre récits illustrés (1992)
- Les Anneaux de Saturne (1995)
- Austerlitz (2001)

W. G. Sebald, né Winfried Georg Maximilian Sebald le 18 mai 1944 à Wertach (Allemagne) et mort le 14 décembre 2001 près de Norwich, dans le Norfolk (Angleterre), est un écrivain et essayiste allemand.

## Biographie
Sebald a fréquenté à partir de 1954 l'école de Oberstdorf (Bavière) où il a passé le baccalauréat en 1963. Après deux années d'études de littérature à l'université de Fribourg-en-Brisgau (Allemagne), il obtient une licence ès lettres en 1966 à l'université de Fribourg (Suisse). 
De 1966 à 1969, Sebald a été maître de conférences à l'université de Manchester. Après quoi, il enseigne durant un an à Saint-Gall (Suisse), avant de rejoindre en 1970 l'université d'East Anglia, à Norwich, où il est nommé professeur en 1984.
Sebald détestait son prénom Winfried Georg, dans lequel il voyait un « prénom vraiment nazi » ; et il préférait donc s'appeler lui-même «Bill» ou «Max». 
Son père, sous-officier, est entré juste avant la guerre dans la Wehrmacht, et il a connu sa mère à l'époque des préparatifs de l'invasion de la Pologne en 1939. C'est pourquoi, selon Sebald, on pouvait le considérer comme un « produit du fascisme ».
Durant sa jeunesse, Sebald fut exaspéré par le silence de la génération de son père sur les évènements de la guerre, mais aussi par le peu d'intérêt que la littérature et la société allemandes en général manifestaient à l'égard des nombreuses destructions en Allemagne dues aux bombardements alliés durant les derniers mois de la guerre.
Parallèlement à sa carrière universitaire, il a entamé, à partir de la fin des années 1980,  une œuvre littéraire qui a suscité une grande attention avant tout en Grande-Bretagne, aux États-Unis (où Susan Sontag s'est beaucoup engagée en sa faveur) et en France. Sebald a même été pressenti comme candidat sérieux au prix Nobel de littérature. Depuis le milieu des années 1990, la critique littéraire allemande s'intéresse également à son œuvre.
Dans ses travaux, Sebald s'est particulièrement intéressé aux étrangers et aux émigrés qui, comme lui, quittent leur pays et tentent une nouvelle vie ailleurs. Ses récits, de tonalité très mélancolique, sont toujours accompagnés de photos. Cette forme d'écriture mixte se retrouve aussi dans sa poésie et ses textes critiques. W. G. Sebald s'est consacré à l'étude de la littérature allemande, et à la promotion de la littérature de langue allemande dans les pays anglophones.
Il est mort en 2001, victime d'un accident cardiaque alors qu'il était au volant de sa voiture.
W. G. Sebald et son ouvrage Les Anneaux de Saturne sont évoqués par John le Carré dans son tout dernier roman Silverview (2021), traduit en français et publié aux éditions du Seuil en 2022 sous le titre L'Espion qui aimait les livres.

## Distinctions
- Prix de littérature de Berlin 1994
- Médaille Johannes Bobrowski 1994
- Prix Mörike prix Mörike (de) de la ville de Fellbach 1997
- Prix Joseph Breitbach 2000
- Prix Heinrich Heine 2000
- Prix du Meilleur Livre étranger, 2001
- National Book Critics Circle Award, 2002
- prix de littérature de la ville de Brême 2002

## Œuvres
- Carl Sternheim; Kritiker und Opfer der Wilhelminischen Ära, 1969
- Der Mythus der Zerstörung im Werk Döblins, 1980
- Die Beschreibung des Unglücks: zur österreichischen Literatur von Stifter bis Handke, 1985
- A Radical stage: Theatre in Germany in the 1970s and 1980s, sous la direction de W. G. Sebald, 1988
- Nach der Natur: ein Elementargedicht, photographies de Thomas Becker, 1988
- Schwindel, Gefühle, 1990
- Unheimliche Heimat: Essays zur österreichischen Literatur, 1991
- Die Ausgewanderten: vier lange Erzählungen, 1992
- Die Ringe des Saturn: eine englische Wallfahrt, 1995
- Logis in einem Landhaus: Autorenportraits über Gottfried Keller, Johann Peter Hebel, Robert Walser und andere, 1998
- Luftkrieg und Literatur: mit einem Essay zu Alfred Andersch, 1999
- Austerlitz, 2001
- Außer Land. Drei Romane und ein Elementargedicht: Die Ausgewanderten, Die Ringe des Saturn, Schwindel. Gefühle, Nach der Natur, 2001
- Unerzählt, avec Jan Peter Tripp, 33 textes et 33 gravures, 2003
- Campo Santo, Prose, Essays, 2003

### Traductions françaises
- Vertiges (Schwindel, gefühle), roman, traduit de l'allemand par Patrick Charbonneau, Actes Sud, 2001
- Les Émigrants : quatre récits illustrés (Die Ausgewanderten), roman, traduit de l'allemand par Patrick Charbonneau, Actes Sud, 1999
- Les Anneaux de Saturne (Die Ringe des Saturn), roman, traduit de l'allemand par Bernard Kreiss, Actes Sud, 1999
- De la destruction comme élément de l'histoire naturelle (Luftkrieg und Literatur), essai, traduit de l'allemand par Patrick Charbonneau, Actes Sud, 2004
- Séjours à la campagne (Logis in einem Landhaus), traduit de l'allemand par Patrick Charbonneau, Actes Sud, 2005
- Austerlitz, roman, traduit de l'allemand par Patrick Charbonneau, Actes Sud, 2002.
- D'après nature : poème élémentaire (Nach der Natur), traduit de l'allemand par Sibylle Muller et Patrick Charbonneau, Actes Sud, 2007
- Campo Santo, traduit de l'allemand par Patrick Charbonneau et Sibylle Muller, Actes Sud, 2009
- Ombres errantes. Aux limbes de la Création, traduit de l'allemand par Patrick Charbonneau, revue Fario no 9 (p. 9-53), Paris, 2010
- Vue cavalière de la Corse, traduit par Patrick Charbonneau, revue Fario no 10 (p. 17-92), Paris, 2011
- La Description du malheur. À propos de la littérature autrichienne, traduit de l'allemand par Patrick Charbonneau, Actes Sud, 2014
- Nul encore n'a dit (Unerzählt), avec des lithographies de Jan Peter Tripp, traduit de l'allemand par Patrick Charbonneau, Éditions Fario, 2014
- Amère Patrie. À propos de la littérature autrichienne, traduit de l'allemand par Patrick Charbonneau, Actes Sud, 2017